# Terry Clancy
Terrance John Clancy (Ottawa, 2 aprile 1943) è un ex hockeista su ghiaccio canadese.

## Carriera
Terry Clancy seguì le orme del padre King Clancy scegliendo anche lui di diventare un giocatore di hockey su ghiaccio. A livello giovanile giocò per tre anni nell'Ontario Hockey Association vincendo un titolo e la Memorial Cup con i Toronto St. Michael's Majors.
Nel 1964 fu scelto per prendere parte con il Canada al torneo olimpico di Innsbruck 1964. Nelle prime stagioni da professionista Clancy giocò in American Hockey League e in Central Hockey League con i Rochester Americans e i Tulsa Oilers.
Nell'estate del 1967 durante l'NHL Expansion Draft Clancy fu scelto dagli Oakland Seals, una delle sei nuove franchigie iscritte alla National Hockey League. A Oakland giocò solo 7 partite, trascorrendo il resto della stagione in AHL e Western Hockey League.
Nelle stagioni successive Clancy totalizzò 86 presenze in National Hockey League con la maglia dei Toronto Maple Leafs, per poi ritirarsi dall'attività agonistica al termine della stagione 1974-1975.

## Palmarès

### Club
- Memorial Cup: 1

Toronto: 1961
- Ontario Hockey Association: 1

Toronto: 1960-1961